# یوسف صیادی
یوسف صیادی (زادهٔ ۵ اسفند ۱۳۴۸) بازیگر سینما و تلویزیون ایرانی است.
وی فعالیت خود را از سال ۱۳۶۸ با ساخت فیلم کوتاه ۸ میلی‌متری و بازی و کارگردانی مجموعهٔ جنگ جوان در سال ۱۳۷۱ و مجموعهٔ پرواز ۵۷ آغاز کرد و با حضور در مجموعهٔ تلویزیونی کمدی ساعت خوش که در سال ۱۳۷۳ از شبکه ۲ پخش شد، به شهرت رسید.

## زندگی
یوسف صیادی ۵ اسفند ۱۳۴۸ در نازی‌آباد، تهران زاده شد. پدر یاو اهل روستای امیرنان، طالقان و مادرش اهل رودبار، گیلان است. او فعالیت‌های هنری خود را نخست در زمینهٔ نمایش کودکان آغاز کرد و با حضور در برنامه‌های کمدی تلویزیونی در مقام کارگردان، تهیه‌کننده و بازیگر ادامه داد. صیادی در فیلم اتانازی به کارگردانی رحمان رضایی به عنوان طراح صحنه و لباس حضور داشت.

## آثار

### فیلم
| سال  | عنوان                   | نقش             |
| ---- | ----------------------- | --------------- |
| ۱۳۸۰ | دختر شیرینی‌فروش         |                 |
| ۱۳۸۵ | بابا من زن‌بگیر نیستم    |                 |
| ۱۳۸۷ | صندلی خالی              |                 |
| ۱۳۸۷ | زندگی شیرین             | بهروز           |
| ۱۳۸۷ | دلداده                  |                 |
| ۱۳۸۷ | پسر تهرانی              |                 |
| ۱۳۸۷ | بمانی هفتم              |                 |
| ۱۳۸۸ | یک جیب پر پول           |                 |
| ۱۳۸۸ | شیر و عسل               |                 |
| ۱۳۸۸ | افراطی‌ها                | اسی             |
| ۱۳۸۹ | فوتبالی‌ها               |                 |
| ۱۳۸۹ | زنان ونوسی، مردان مریخی | سرایدار ساختمان |
| ۱۳۸۹ | چگونه میلیاردر شدم      | کمالی           |
| ۱۳۸۹ | پیتزا مخلوط             | حشمت            |
| ۱۳۸۹ | اخراجی‌ها ۳              |                 |
| ۱۳۸۹ | داماد خجالتی            |                 |
| ۱۳۹۰ | یک فراری از بگبو        | اصغر دزد        |
| ۱۳۹۰ | بازگشت به آینده         |                 |
| ۱۳۹۰ | فیتیله و ماه‌پیشونی      |                 |
| ۱۳۹۰ | خانه ارواح              |                 |
| ۱۳۹۰ | کباب غاز                |                 |
| ۱۳۹۱ | بازنشسته‌ها              |                 |
| ۱۳۹۱ | پیچ عشاق                |                 |
| ۱۳۹۲ | مبارزان کوچک            |                 |
| ۱۳۹۴ | اطراف آرامش             |                 |
| ۱۳۹۶ | لازانیا                 | گریمور          |
| ۱۳۹۶ | موش‌گیر                  |                 |
| ۱۳۹۷ | مأموریت غیرممکن         |                 |
| ۱۳۹۷ | اژدر                    |                 |
| ۱۳۹۸ | پیشی میشی               |                 |
| ۱۳۹۸ | بابا سیبیلو             |                 |
| ۱۳۹۸ | بوی عطر مردانه          |                 |
| ۱۳۹۹ | پاگچی                   | غلام            |
| ۱۳۹۹ | گل مهربونی              |                 |
| ۱۴۰۰ | دختر دیروز              |                 |
| ۱۴۰۲ | معجزه پروین             | مش باقر         |

### تلویزیون
| سال  | عنوان            | نقش               |
| ---- | ---------------- | ----------------- |
| ۱۳۷۱ | جنگ جوان         |                   |
| ۱۳۷۲ | پرواز ۵۷         |                   |
| ۱۳۷۳ | ساعت خوش         | خودش              |
| ۱۳۷۴ | سال خوش          |                   |
| ۱۳۷۵ | سی نما           |                   |
| ۱۳۷۸ | این چند نفر      |                   |
| ۱۳۷۸ | پرواز سپید       |                   |
| ۱۳۷۹ | تماشا ۷۹         |                   |
| ۱۳۸۰ | طبقه وسط         | کیوان             |
| ۱۳۸۷ | قرارگاه مسکونی   | سرباز احسان منادی |
| ۱۳۸۸ | دارا و ندار      |                   |
| ۱۳۸۸ | سال‌های مشروطه    | آقا جوهر          |
| ۱۳۸۸ | مرد دوهزارچهره   |                   |
| ۱۳۹۰ | سه دونگ، سه دونگ |                   |
| ۱۳۹۰ | چک برگشتی        |                   |
| ۱۳۹۱ | چمدان            |                   |
| ۱۳۹۳ | عینک آفتابی      |                   |
| ۱۳۹۴ | در حاشیه         |                   |
| ۱۳۹۴ | معمای شاه        | امیر مسعود        |
| ۱۳۹۷ | ایراندخت         |                   |
| ۱۳۹۸ | حکایت‌های کمال    |                   |
| ۱۳۹۹ | چای نت           |                   |
| ۱۳۹۹ | با خانمان        |                   |

### رسانه خانگی
| سال       | عنوان             | نقش             |
| --------- | ----------------- | --------------- |
| ۱۳۸۹–۱۳۹۱ | قهوه تلخ          | فری، فری‌السلطنه |
| ۱۳۸۹      | دامادی به نام صفر |                 |
| ۱۳۹۰      | کباب غاز          |                 |
| ۱۳۹۲      | شوخی کردم         |                 |
| ۱۳۹۴      | زن‌ها کم نمیارن    |                 |
| ۱۴۰۰      | جوکر              | خودش            |
| ۱۴۰۰      | اسپینجر           |                 |
| ۱۴۰۰      | نیسان آبی         | بازپرس          |
| ۱۴۰۲      | تی‌ان‌تی            | خودش            |
| ۱۴۰۲      | اسکار             | خودش            |
| ۱۴۰۲      | نیسان آبی ۲       | بازپرس          |

### فیلم تلویزیونی
| سال  | عنوان               | نقش |
| ---- | ------------------- | --- |
| ۱۳۸۷ | بختک                |     |
| ۱۳۸۷ | ۸ میلی‌متری          |     |
| ۱۳۸۸ | خواهران عجیب و غریب |     |
| ۱۳۹۱ | پیچ عشاق            |     |